# 1470

## أحداث
- تأسيس مدينة سيلكيبورج وتقع حاليا في الدنمارك.
- 12 مارس - حرب الوردتين في إنجلترا - أسرة يورك تهزم أسرة لانكاستر في معركة حقل لوسكوت.

## مواليد
- إدوارد الخامس
- سليم الأول
- عروج بربروس
- مارتن فالدسميلر
- بانفيلو دي نارفاييث، مستكشف إسباني.

## وفيات
- ابن تغري